# Halichondria
Halichondria is een geslacht van sponzen uit de klasse van de gewone sponzen (Demospongiae). 

## Soorten
- Halichondria (Eumastia) attenuata (Topsent, 1915)
- Halichondria (Eumastia) maraensis Kim & Sim, 2009
- Halichondria (Eumastia) schmidti Dendy, 1895
- Halichondria (Eumastia) sitiens (Schmidt, 1870)
- Halichondria (Halichondria) adelpha de Laubenfels, 1954
- Halichondria (Halichondria) agglomerans Cabioch, 1968
- Halichondria (Halichondria) aldabrensis Lévi, 1961
- Halichondria (Halichondria) almae (Carballo, Uriz & Garcia-Gomez, 1996)
- Halichondria (Halichondria) arenacea Dendy, 1895
- Halichondria (Halichondria) arenosa Hentschel, 1929
- Halichondria (Halichondria) armata Lindgren, 1897
- Halichondria (Halichondria) axinelloides Swartschewsky, 1906
- Halichondria (Halichondria) bergquistae Hooper, Cook, Hobbs & Kennedy, 1997
- Halichondria (Halichondria) bowerbanki Burton, 1930 (Sliertige broodspons)
- Halichondria (Halichondria) brunnea (Schmidt, 1868)
- Halichondria (Halichondria) cancellosa (Carter, 1886)
- Halichondria (Halichondria) capensis Samaai & Gibbons, 2005
- Halichondria (Halichondria) carotenoidea Alvarez & Hooper, 2011
- Halichondria (Halichondria) cartilaginea (Esper, 1794)
- Halichondria (Halichondria) cebimarensis Carvalho & Hajdu, 2001
- Halichondria (Halichondria) coerulea Bergquist, 1967
- Halichondria (Halichondria) colossea Lundbeck, 1902
- Halichondria (Halichondria) contorta (Sarà, 1961)
- Halichondria (Halichondria) convolvens Sarà, 1960
- Halichondria (Halichondria) cornuloides Burton, 1954
- Halichondria (Halichondria) corrugata Diaz, van Soest & Pomponi, 1993
- Halichondria (Halichondria) cristata Sarà, 1978
- Halichondria (Halichondria) cylindrata Tanita & Hoshino, 1989
- Halichondria (Halichondria) darwinensis Hooper, Cook, Hobbs & Kennedy, 1997
- Halichondria (Halichondria) diversispiculata Burton, 1930
- Halichondria (Halichondria) dubia (Czerniavsky, 1880)
- Halichondria (Halichondria) fallax (Marshall, 1892)
- Halichondria (Halichondria) flexuosa (Sarà, 1978)
- Halichondria (Halichondria) foetida (Wilson, 1894)
- Halichondria (Halichondria) foraminosa (Czerniavsky, 1880)
- Halichondria (Halichondria) fragilis Kieschnick, 1896
- Halichondria (Halichondria) gageoenesis Kang & Sim, 2008
- Halichondria (Halichondria) genitrix (Schmidt, 1870)
- Halichondria (Halichondria) gilvus Samaai & Gibbons, 2005
- Halichondria (Halichondria) glabrata Keller, 1891
- Halichondria (Halichondria) granulata Keller, 1891
- Halichondria (Halichondria) heterorrhaphis Breitfuss, 1912
- Halichondria (Halichondria) incrustans Kieschnick, 1896
- Halichondria (Halichondria) intermedia Brøndsted, 1924
- Halichondria (Halichondria) isthmica (Keller, 1883)
- Halichondria (Halichondria) japonica (Kadota, 1922)
- Halichondria (Halichondria) knowltoni Bergquist, 1961
- Halichondria (Halichondria) labiata Hentschel, 1929
- Halichondria (Halichondria) lambei Brøndsted, 1933
- Halichondria (Halichondria) lendenfeldi Lévi, 1961
- Halichondria (Halichondria) leuconoides Topsent, 1890
- Halichondria (Halichondria) longispicula (Czerniavsky, 1880)
- Halichondria (Halichondria) lutea Alcolado, 1984
- Halichondria (Halichondria) magniconulosa Hechtel, 1965
- Halichondria (Halichondria) melanadocia de Laubenfels, 1936
- Halichondria (Halichondria) membranacea (Sarà, 1978)
- Halichondria (Halichondria) migottea Carvalho & Hajdu, 2001
- Halichondria (Halichondria) minuta Keller, 1891
- Halichondria (Halichondria) modesta (Pulitzer-Finali, 1986)
- Halichondria (Halichondria) moorei Bergquist, 1961
- Halichondria (Halichondria) muanensis Kang & Sim, 2008
- Halichondria (Halichondria) nigrocutis (Carter, 1886)
- Halichondria (Halichondria) normani Burton, 1930
- Halichondria (Halichondria) oblonga (Hansen, 1885)
- Halichondria (Halichondria) okadai (Kadota, 1922)
- Halichondria (Halichondria) osculum Lundbeck, 1902
- Halichondria (Halichondria) oshoro Tanita, 1961
- Halichondria (Halichondria) oxiparva (Sarà, 1978)
- Halichondria (Halichondria) papillaris (Pallas, 1766)
- Halichondria (Halichondria) pelliculata Ridley & Dendy, 1886
- Halichondria (Halichondria) phakellioides Dendy & Frederick, 1924
- Halichondria (Halichondria) poa (de Laubenfels, 1947)
- Halichondria (Halichondria) pontica (Czerniavsky, 1880)
- Halichondria (Halichondria) prostrata Thiele, 1905
- Halichondria (Halichondria) punctata Bergquist, 1970
- Halichondria (Halichondria) renieroides (Fristedt, 1887)
- Halichondria (Halichondria) ridleyi Hooper, Cook, Hobbs & Kennedy, 1997
- Halichondria (Halichondria) semitubulosa Lieberkühn, 1859
- Halichondria (Halichondria) solidior (Schmidt, 1870)
- Halichondria (Halichondria) stalagmites (Hentschel, 1912)
- Halichondria (Halichondria) stylata Diaz, van Soest & Pomponi, 1993
- Halichondria (Halichondria) suberosa (Esper, 1794)
- Halichondria (Halichondria) sulfurea Carvalho & Hajdu, 2001
- Halichondria (Halichondria) surrubicunda Hoshino, 1981
- Halichondria (Halichondria) syringea Pulitzer-Finali, 1996
- Halichondria (Halichondria) tenebrica Carvalho & Hajdu, 2001
- Halichondria (Halichondria) tenera (Marenzeller, 1878)
- Halichondria (Halichondria) tenuiramosa Dendy, 1922
- Halichondria (Halichondria) tenuispiculata Brøndsted, 1916
- Halichondria (Halichondria) turritella (Schmidt, 1870)
- Halichondria (Halichondria) vansoesti Hooper, Cook, Hobbs & Kennedy, 1997
- Halichondria (Halichondria) velamentosa (Hansen, 1885)
- Halichondria albescens sensu Johnston, 1842
- Halichondria aspera Swartschewsky, 1906
- Halichondria fastigiata (Pallas, 1766)
- Halichondria panicea (Pallas, 1766) (Gewone broodspons)